# Matija Divković
Matija Divković (Jelaške, 21 agosto 1563 – Olovo, 21 agosto 1631) è stato un filosofo e teologo bosniaco.

## Biografia

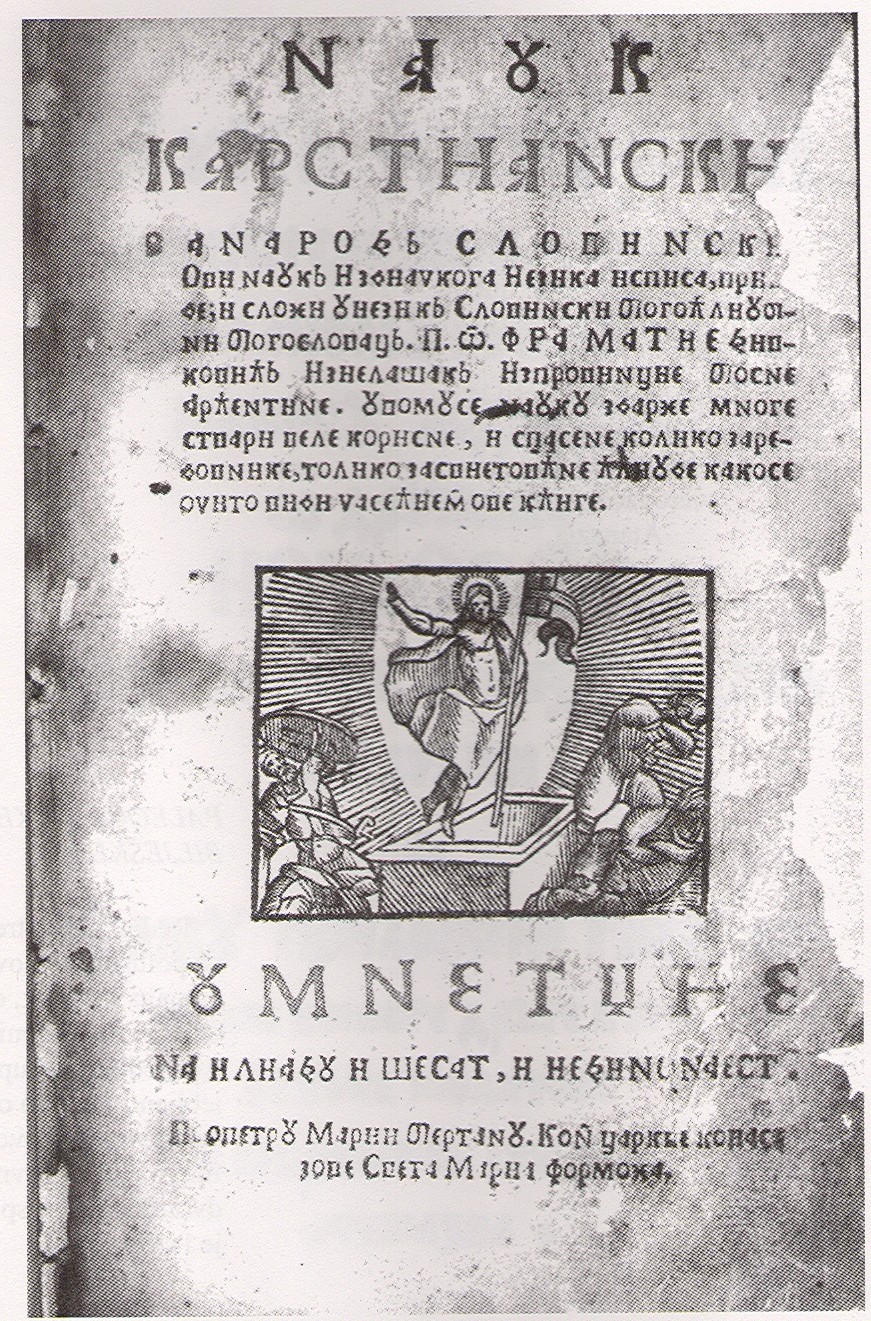
Copertina del Nauk karstjanski za narod slovinski

Tutto ciò che è noto della sua vita lo si trae dalle dediche scritte sulle copertine delle sue opere. Nel 1609 fu cappellano a Sarajevo, poi visse nei monasteri di Kreševo e Olovo. Si presume avesse studiato in Italia, vista la buona conoscenza dell'italiano e del latino. La data della sua morte è stata determinata in base al Necrologium Bosnae Argentinae conservato nel monastero dei francescani di Kraljeva Sutjeska.
È considerato il fondatore della scuola teologica francescana bosniaca. Tra le sue opere, che non sono altro che traduzioni, adattamenti e compilazioni della letteratura cattolica medievale e post-tridentina, si menzionano Nauk karstjanski za narod slovinski ("Dottrina cristiana per il popolo slavo") e Sto čudesa aliti zlamenja blažene i slavne Bogorodice, divice Marije ("I cento miracoli della crocifissione della beata e gloriosa Madre di Dio, la Vergine Maria"), scritte in iecavo affinché potessero essere accessibili a tutta la popolazione, sulla falsariga di quanto fatto dal dominicano Johann Herolt.
Del 1616 è Besjede svarhu evanđelja nedjeljnijeh priko svega godišta, una raccolta di sermoni di Herolt, Guillaume Pépin, Bernardino de' Bustis, Vincenzo Ferreri e Jacopo da Varazze, oltre all'opera Nauk karstjanski s mnozjemi stvari duhovnijemi i vele bogoljubnijemi, che raccoglie i catechismi di Bartolomé de Ledesma e Roberto Bellarmino più testi poetici e drammatici della tradizione letteraria medievale dalmata-dubrovese.
I suoi libri furono i primi a essere pubblicati in bosniaco ed esercitarono una grande influenza sugli autori successivi, come Ardelio Della Bella e Joakim Stulić. Anton Depope, Ante Raspović e Đuro Matijašević trascrissero le opere di Divković in glagolitico e latino.